# Pillar (banda)
Pillar es una banda estadounidense de rock cristiano formada en Tulsa, Oklahoma y está compuesta  por Rob Beckley, Noah Henson, Michael "Kalel" Wittig y Lester Estelle II. La banda ha publicado nueve álbumes de estudio, tres EP y 24 sencillos desde su formación en 1998.

## Discografía
Álbumes
| Año  | Título                                     | Discográfica      |
| ---- | ------------------------------------------ | ----------------- |
| 1999 | Metamorphosis                              | Shadrach Records  |
| 2000 | Original Superman                          | Shadrach Records  |
| 2000 | Above                                      | Flicker Records   |
| 2002 | Fireproof                                  | Flicker Records   |
| 2003 | Fireproof (Remix)                          | Flicker Records   |
| 2004 | Where Do We Go From Here                   | Flicker Records   |
| 2005 | Where Do We Go From Here (Limited Edition) | Flicker Records   |
| 2006 | The Reckoning                              | Flicker Records   |
| 2006 | The Reckoning (Special Edition)            | Flicker Records   |
| 2008 | For the Love of the Game                   | Essential Records |
| 2009 | Confessions                                | Essential Records |
| 2013 | The Storm is Coming                        | Essential Records |

EP
| Año  | Título                 | Discográfica    |
| ---- | ---------------------- | --------------- |
| 2003 | Broken Down: The EP    | Flicker Records |
| 2006 | Nothing Comes for Free | Flicker Records |

Sencillos
| Año  | Canción                    | Álbum                    |
| ---- | -------------------------- | ------------------------ |
| 2000 | "Open Your Eyes"           | Above                    |
| 2002 | "Fireproof"                | Fireproof                |
| 2002 | "Further from Myself"      | Fireproof                |
| 2004 | "Bring Me Down"            | Where Do We Go from Here |
| 2004 | "Frontline"                | Where Do We Go from Here |
| 2006 | "Everything"               | The Reckoning            |
| 2006 | "When Tomorrow Comes"      | The Reckoning            |
| 2008 | "For the Love of the Game" | For the Love of the Game |

## Integrantes de la banda
- Rob Beckley: Voz (1998 - Actualidad)
- Noah Henson: Guitarra (2001 - Actualidad)
- Rich Gilliland: Bajo (2008 - Actualidad)
- Taylor Carroll: Batería (2009)